# Unnan
Unnan (雲南市, Unnan-shi) is een stad in de prefectuur Shimane, Japan. Begin 2014 telde de stad 39.913 inwoners.

## Geschiedenis
Op 1 november 2004 werd Unnan benoemd tot stad (shi). Dit gebeurde na het samenvoegen van de gemeenten Daito (大東町), Kamo (加茂町), Kisuki (木次町), Mitoya (三刀屋町), Kakeya (掛合町) en het dorp Yoshida (吉田村).

## Partnersteden
- Richmond, Verenigde Staten

Subprefectuur:
Oki

Steden:
Gotsu · Hamada · Izumo · Masuda · Matsue (hoofdstad) · Oda · Unnan · Yasugi

Districten:
Iishi · Kanoashi · Nita · Ochi · Oki
Gemeenten per district